# 화성 용주사 남무대성인로왕보살번
화성 용주사 남무대성인로왕보살번(華城 龍珠寺 南無大聖引路王菩薩幡)은 경기도 화성시 송산동, 용주사에 있는 조선시대의번이다. 2010년 3월 23일 경기도의 유형문화재 제237호로 지정되었다.

## 개요
형태와 세부문양, 기법 등에서 최고급의 명품으로 볼 수 있으며 특히 오족룡이 문양으로 시문된 것을 보면 왕실과 직접 관련이 있을 가능성이 높아 조선후기 섬유연구에 중요한 작품으로 볼 수 있다.

## 참고 자료
- 화성 용주사 남무대성인로왕보살번 - 국가유산청 국가유산포털